# Francolin de Hildebrandt
Pternistis hildebrandti
Espèce
Statut de conservation UICN

 LC  : Préoccupation mineure
Le Francolin de Hildebrandt (Pternistis hildebrandti) est une espèce d'oiseaux de la famille des Phasianidae. Son nom scientifique comme son nom vernaculaire commémore Johann Maria Hildebrandt qui récolte les premiers spécimens de l'espèce au Kenya.

## Distribution
Afrique de l’est : nord et ouest du Kenya, Tanzanie (y compris la population introduite dans l’île Bweju près de l’île Mafia), sud-est du Zaïre (Musosa), sud du Malawi (mont Mlanje), centre de la Zambie.

## Sous-espèces
Six formes ont été décrites (F. h. altumi Fischer & Reichenow 1884, F. h. helleri Mearns 1915, F. h. fischeri Reichenow 1887, F. h. grotei Reichenow 1919, F. h. lindi Mackworth-Praed 1921, F. h. johnstoni Shelley, 1894) mais actuellement non reconnues unanimement car il s’agit d’un cline géographique touchant plus particulièrement les femelles. Celles des populations méridionales (grotei, johnstoni) sont les plus petites et n’ont pas les stries blanches sur le manteau. Celles de la forme altumi présentent la poitrine tachetée de noir, tandis que celles de la forme nominative l’ont uniformément rousse (Madge & McGowan 2002).

## Habitat
Le francolin de Hildebrandt occupe les buissons et les fourrés denses, les boisements d’acacias et de Brachystegia, les prairies buissonneuses sur les flancs rocheux des collines entre 2000 et 2500 m d’altitude et, localement, jusqu’à l’étage des bruyères, au-delà de la limite des arbres comme dans le parc national d’Arusha en Tanzanie (Urban et al. 1986).

## Mœurs
Ce francolin garde généralement le couvert végétal des arbres et des buissons denses sur les versants escarpés et se tient invariablement en couples ou en groupes familiaux. Farouche et prudent, il ne trahit sa présence que par l’émission de gloussements. Il se nourrit et prend des bains de poussière toujours à l’abri du couvert mais juche dans les arbres. Son alimentation consiste en bulbes, tubercules, graines et insectes avec leurs larves. En cas de dérangement, il répugne à s’envoler, préférant s’enfuir en courant (Madge & McGowan 2002, Hennache & Ottaviani 2011).

## Voix
Le cri d’avertissement est un gloussement aigu kek-kekek-kek-kerak émis essentiellement à l’aube et le soir quand plusieurs mâles lancent leurs appels en chœur. Un cri de contact, simple ou répété kek et un chuck-a-chuck plus bas et grinçant ont également été décrits Urban et al. 1986).

## Nidification
Elle ne semble pas liée à la saison des pluies car les périodes de pontes varient beaucoup selon la localisation : en juillet en Zambie ; entre avril et novembre avec un pic en juin-juillet au Malawi ; en janvier, mars, de mai à août et en novembre-décembre pour le reste de l’est-africain. Le nid est une simple dépression grattée sur le sol et tapissée d’herbes et de feuilles (del Hoyo et al. 1994). La ponte moyenne compte quatre œufs (avec un maximum de huit) de couleur crème ou brun pâle (Madge & McGowan 2002).

## Statut
Malgré sa présence peu commune et très localisée (del Hoyo et al. 1994), BirdLife International (2010) ne considère pas l’espèce comme globalement menacée.